# Nineta Bărbulescu

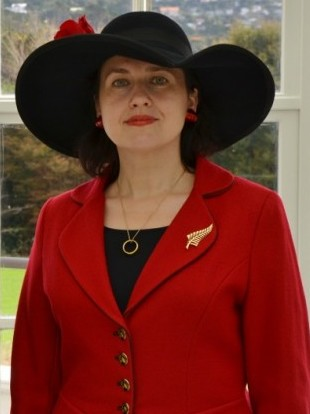
Nineta Bărbulescu, 2015

Nineta Bărbulescu (* 23. Februar 1968 in Galați, Rumänien) ist eine rumänische Diplomatin und Botschafterin. Sie war von 2013 bis 2021 rumänische Botschafterin in Australien und von 2015 bis 2021 in Neuseeland.

## Berufsweg
Nineta Bărbulescu wurde am 23. Februar 1968 in Galați geboren. Sie absolvierte bis 1992 ein Bachelorstudium des Internationalen Öffentlichen Rechts an der Universität Bukarest und trat zwei Jahre später in den Diplomatischen Dienst ihres Landes ein.
Im rumänischen Außenministerium war Bărbulescu in verschiedenen Abteilungen tätig. Von 2001 bis 2005 war sie als Staatssekretärin Präsidentin der Nationalen Agentur für Exportkontrolle (A.N.C.E.X.), von 2007 bis 2013 war sie Direktorin der Abteilung für die Organisation für Sicherheit und Zusammenarbeit in Europa (OSZE) und von 2010 bis 2012 Direktorin für die Bereiche Menschenrechte und Europarat. Im Jahr 2010 wurde Bărbulescu zur Gesandtin im Range eines bevollmächtigten Ministers befördert. Zuletzt wurde sie im Januar 2013 Generaldirektorin für die Abteilung Exportkontrolle.
Im August 2013 wurde Nineta Bărbulescu zur außerordentlichen und bevollmächtigten Botschafterin von Rumänien in Australien ernannt. Als nicht residierende Botschafterin übergab sie im April 2015 auch in Neuseeland ihr Akkreditierungsschreiben. Bărbulescu wurde im Dezember 2019 Doyenne des Diplomatischen Corps in Australien. Seit dem 8. April 2021 ist Radu Gabriel Safta ihr Nachfolger.
Im Jahr 2017 eröffnete Bărbulescu die ersten rumänischen Honorarkonsulate im westaustralischen Perth und im südaustralischen Adelaide. Im Juni 2018 wurde ein Konsularbüro in Melbourne und im folgenden Jahr das Honorarkonsulat in Tasmanien eröffnet.
Bărbulescu spricht Englisch und Französisch. Mit ihrem Ehemann Dan Cristian Bărbulescu hat sie vier Söhne.

## Auszeichnungen
- 2002: Ordinul Naţional pentru Merit în Rang de Cavaler (Verdienstorden, Ritter)
- 2019: Diözesanorden und Medaille „Heilige Apostel Peter und Paul“ der Rumänisch-Orthodoxen Diözese Australien und Neuseeland

## Veröffentlichung
Mit ihrem Kollegen Aurel Preda-Mătăsaru veröffentlichte sie 1999 das Buch Curtea Internationala de Justitie si dreptul marii über Seerecht und den Internationalen Gerichtshof.